# سايروس كريستي
سايروس كريستي (بالإنجليزية: Cyrus Christie)‏ (مواليد 30 سبتمبر 1992) هو لاعب كرة قدم. يلعب مع منتخب جمهورية أيرلندا لكرة القدم. سبق له أن لعب في بطولة أمم أوروبا لكرة القدم 2016 مع منتخب بلاده.

## روابط خارجية
- سايروس كريستي على موقع الاتحاد الدولي (مؤرشف)  (الإنجليزية)
- سايروس كريستي على موقع الاتحاد الأوربي (الإنجليزية)
- سايروس كريستي على موقع قاعدة بيانات كرة القدم.إي يو (الإنجليزية)
- سايروس كريستي على موقع ناشيونال فوتبول تيمز (الإنجليزية)
- سايروس كريستي على موقع Soccerbase.com (لاعب) (الإنجليزية)
- سايروس كريستي على موقع Soccerway.com (الإنجليزية)
- سايروس كريستي على موقع عالم كرة القدم.نت (الإنجليزية)
- سايروس كريستي على موقع كووورة
- سايروس كريستي على موقع AS.com (الإسبانية)